# Kuzhu (sockenhuvudort i Kina, Hubei Sheng, lat 30,13, long 115,89)
Kuzhu (kinesiska: 苦竹) är en sockenhuvudort i Kina. Den ligger i provinsen Hubei, i den centrala delen av landet, omkring 160 kilometer öster om provinshuvudstaden Wuhan. Antalet invånare är 27 634. Befolkningen består av 13 197 kvinnor och 14 437 män. Barn under 15 år utgör 17,0 %, vuxna 15-64 år 72 %, och äldre över 65 år 10,0 %.
Runt Kuzhu är det tätbefolkat, med 659 invånare per kvadratkilometer. Närmaste större samhälle är Huangmei, 7,6 km sydost om Kuzhu. Trakten runt Kuzhu består till största delen av jordbruksmark.
Genomsnittlig årsnederbörd är 1 892 millimeter. Den regnigaste månaden är maj, med i genomsnitt 282 mm nederbörd, och den torraste är januari, med 46 mm nederbörd.